# Celjski ŠK
Celjski ŠK, pełna nazwa Celjski šahovski klub – słoweński klub szachowy z siedzibą w Celje.

## Historia
Klub został założony w 1920 roku. W 1951 roku zawodniczka klubu, Alojzija Pongrac, została mistrzynią Słowenii. W 2002 roku klub awansował do Državnej članskiej ligi, jednak po sezonie gry spadł. Ponownie w najwyższej lidze słoweńskiej klub grał w 2009 roku, także kończąc sezon spadek. W 2022 roku zespół powrócił do Državnej članskiej ligi, uzyskując wówczas ósme miejsce. Sezon 2023 klub zakończył na szóstym miejscu w lidze. W sezonie 2024 Celjski ŠK został sklasyfikowany na trzeciej pozycji w krajowych mistrzostwach, ulegając jedynie ŽŠK Maribor i ŠK Ljubljana.